# 北海道道413号浦幌停車場線
北海道道413号浦幌停車場線（ほっかいどうどう413ごう うらほろていしゃじょうせん）は、北海道十勝郡浦幌町内を結ぶ一般道道（北海道道）である。

## 概要

### 路線データ
- 起点：北海道十勝郡浦幌町字本町（JR北海道 根室本線 浦幌駅）
- 終点：北海道十勝郡浦幌町字幸町（北海道道56号本別浦幌線・北海道道597号十弗浦幌線交点）
- 総延長：0.281 km
- 実延長：0.266 km
- 重用延長：0.015 km

### 道路管理者
- 十勝総合振興局 帯広建設管理部 浦幌出張所

## 歴史
- 1961年（昭和36年）3月31日 - 路線認定[1]。

## 地理

### 通過する自治体
- 十勝総合振興局
  - 十勝郡浦幌町

### 交差する道路
浦幌町
- 北海道道56号本別浦幌線 - 字本町（終点）
- 北海道道597号十弗浦幌線 - 字幸町（終点）